# Whoosh!
Whoosh! är Deep Purples tjugoförsta studioalbum, utgivet den 7 augusti 2020. Albumet nådde fjärde plats på UK Albums Chart och tredje plats på Svenska albumlistan.

## Låtlista
Alla låtar är skrivna och komponerade av Deep Purple och Bob Ezrin där intet annat anges. 
| 1.           | Throw My Bones                                                 | 3:38  |
| 2.           | Drop the Weapon                                                | 4:23  |
| 3.           | We're All the Same in the Dark                                 | 3:44  |
| 4.           | Nothing at All                                                 | 4:42  |
| 5.           | No Need to Shout                                               | 3:30  |
| 6.           | Step by Step                                                   | 3:34  |
| 7.           | What the What                                                  | 3:32  |
| 8.           | The Long Way Round                                             | 5:39  |
| 9.           | The Power of the Moon                                          | 4:08  |
| 10.          | Remission Possible (instrumental)                              | 1:38  |
| 11.          | Man Alive                                                      | 5:35  |
| 12.          | And the Address (instrumental; Ritchie Blackmore och Jon Lord) | 3:35  |
| 13.          | Dancing in My Sleep (bonusspår)                                | 3:51  |
| Total längd: | Total längd:                                                   | 51:38 |

| 14. | Uncommon Man (Live in Rio 2017)               | 6:57 |
| 15. | Knocking at Your Back Door (Live in Rio 2017) | 5:49 |
| 16. | Black Night (Live in Rio 2017)                | 8:14 |

## Medverkande
- Ian Gillan – sång
- Steve Morse – gitarr
- Roger Glover – elbas
- Ian Paice – trummor
- Don Airey – keyboard